# Овербек, Герта
Герта Овербек (нем. Gerta Overbeck; 16 января 1898, Дортмунд — 2 марта 1977, Люнен) — немецкая художница, представитель направления «Новая вещественность».

## Жизнь и творчество
Г. Овербек начала своё художественное образование в 1915 году в Дюссельдорфе. В 1919—1922 годах продолжила обучение в Школе прикладного искусства в Ганновере. В 1922—1931 годах работала в Дортмунде учительницей рисования. В 1926 году Герта познакомилась с художником Эрнстом Томсом, между ними завязываются отношения. Тогда же она написала портрет Э. Томса. В 1931 году Г. Овербек участвовала в Пятой Большой Вестфальской художественной выставке в Дортмунде. В том же году она переехала в Ганновер и с тех пор жила там как свободный художник. Писала также статьи по теории искусства в журнале «Ваксбоген». В Ганновере Овербек познакомилась с другими художниками — Гансом Мертенсом, Карлом Рютером, Гретой Юргенс, а также со своим будущим мужем, писателем Густавом Шенком. В мае 1932 года на выставке «Новая вещественность в Ганновере» были представлены 23 её работы. Политически художница была близка к КПГ и некоторое время состояла в компартии.
В январе 1937 года у Г. Овербек родилась дочь Фрауке, в мае того же года она вышла замуж за отца её ребёнка — Густава Шенка. Брак этот продлился до марта 1940 года. В 1938 году Герта с дочерью уехали в Каппенберг близ Люнена, где жили в бедности. Только в 1976 году в Ганновере прошла её первая персональная выставка. В городе Люнен одна из улиц носит её имя.

## Избранные полотна
- Сталелитейный цех, 1925.
- Джаз-клуб, 1925.
- Портрет Тони Овербека, 1926.
- Портрет Эрнста Томса, 1926.
- Пейзаж с дюнами, 1927.
- Уличный работник, 1931.
- Чайник, 1932.
- Автопортрет с сигаретой, 1934.
- Автопортрет перед мольбертом, 1936.

## Дополнения
- Автопортреты Г. Овербек Архивная копия от 25 мая 2014 на Wayback Machine